# Chevrolet Parkwood

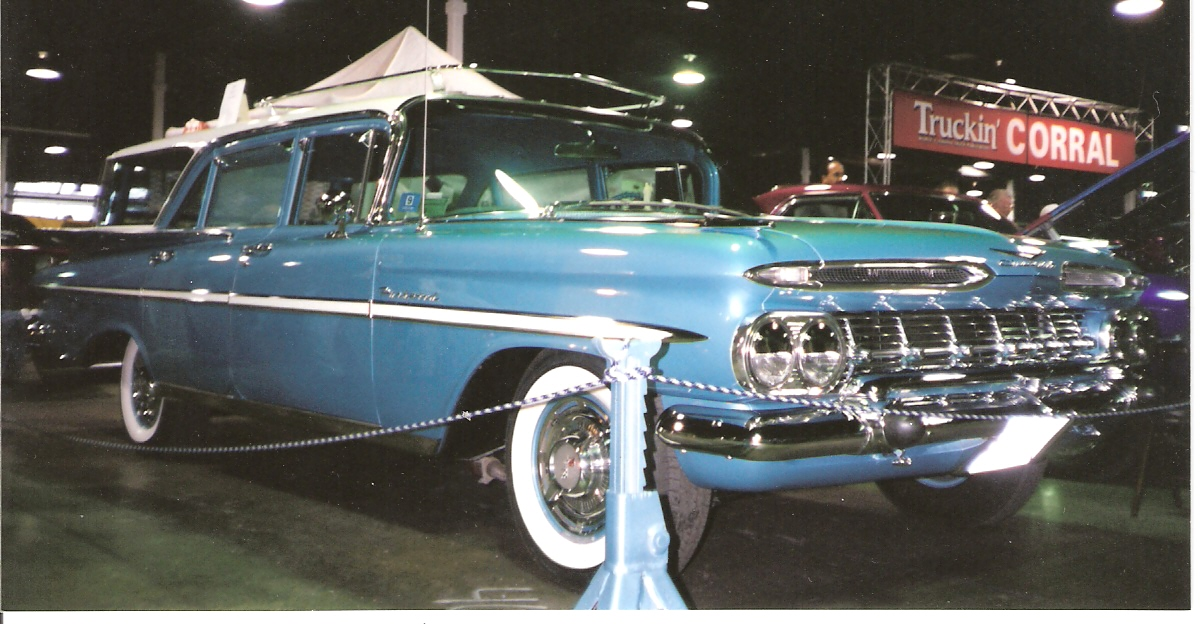
Chevrolet Parkwood Kombi 5 Türen (1959)

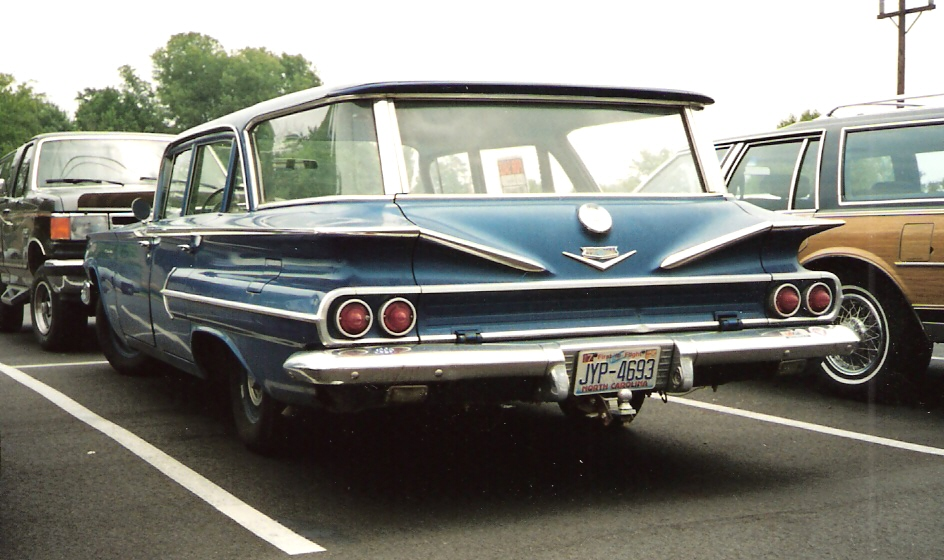
Chevrolet Parkwood Kombi 5 Türen (1960)

Der Chevrolet Parkwood war ein Kombi den Chevrolet in den Modelljahren 1959 bis 1961 baute. Er war eine Kombiversion des Bel Air und bildete das mittlere Angebot in der Chevrolet-Kombipalette dieser Jahre. Darunter rangierte der Brookwood, darüber die Luxusversion Nomad.
Alle Parkwood der Modelljahre 1959 und 1960 hatten sechs Sitzplätze, wogegen der Kingswood, der andere Bel-Air-Kombi in dieser Zeit immer neun Sitzplätze bot. 1961 gab es den Parkwood in beiden Sitzkombinationen und der Kingswood fiel aus dem Programm, sein Name kehrte aber 1969 zurück. 1962 verschwand auch der Parkwood und alle Chevrolet-Kombis erhielten die Namen der zugehörigen Limousinenbaureihen. Während seiner gesamten dreijährigen Produktionszeit gab es den Parkwood mit Reihensechszylinder- oder V8-Motoren.